# Photopériodisme
 (novembre 2018).
Sa qualité peut être largement améliorée en utilisant un vocabulaire plus directement compréhensible.
Le photopériodisme est le rapport entre la durée du jour et de la nuit.[réf. nécessaire] Ce paramètre est un facteur écologique qui joue un rôle prépondérant sur les végétaux et les animaux. Ce terme a été inventé par les botanistes américains Whigtman Garner et Henry Allard en 1920,

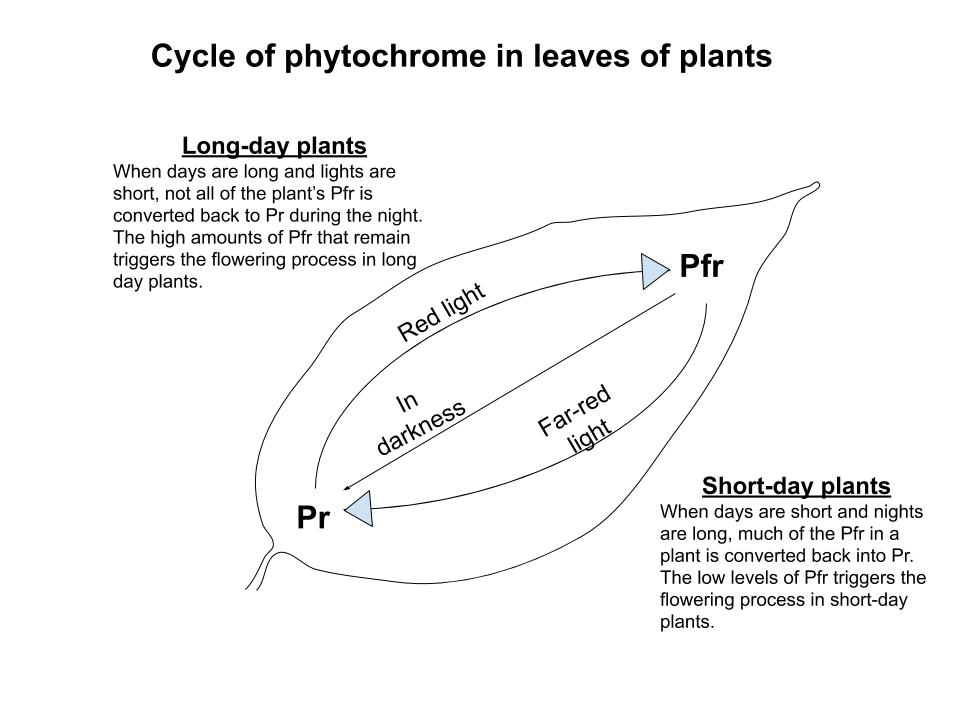
Photopériodisme sur les plantes.

Lors d'un équinoxe, ce rapport est de 1 (12 heures de jour et 12 heures de nuit). Lors du solstice d'hiver, dans un pays de latitude moyenne comme la France, la nuit dure autour de 15 heures contre 9 heures de jour et inversement pour le solstice d'été.

## Photopériodisme chez les végétaux

### Influence de la photopériode sur l'induction floralechez les plantes annuelles
Les recherches permettant la compréhension des mécanismes induisant la floraison ont été menées dans le but d’améliorer la productivité agricole et elles ont permis de démontrer que les plantes répondent en fonction de la durée du jour. Des recherches subséquentes ont permis de diviser les espèces en différents groupes selon leur photopériode :
- Les plantes à floraison en jours longs (LD) fleurissent lorsque la période de lumière est supérieure à un seuil, appelé photopériode critique [5]. Arabidopsis thaliana est l’organisme modèle pour l’étude des mécanismes moléculaires induisant la floraison des plantes à jour long.
- Les plantes à floraison en jours courts (SD) voient leur floraison induite lorsque la durée du jour est inférieure à ce seuil [5]. Le riz domestiqué, Oryza sativa, représente un organisme typique étudié pour les plantes SD.

#### Transition du méristème apical en méristème floral
Le méristème apical (SAM), un tissu de la tige, sert de population cellulaire progénitrice pour les parties aériennes de la plante (feuilles, tige, fleurs) . En ce qui concerne la production des fleurs, le SAM doit dans un premier temps être converti en méristème d’inflorescence. Le méristème d’inflorescence est un tissu indifférencié précurseur du méristème floral qui est responsable de l’organogenèse. Les conditions environnementales, comme la température (vernalisation) ou la photopériode, ainsi que des facteurs endogènes, dont les phytohormones et les gènes d’induction florale, sont responsables de cette transition . 

#### Mécanisme moléculaire

##### Jours longs:Arabidopsis thaliana
Plusieurs voies de signalisation, dépendant des stimuli environnementaux et de l’état développemental de la plante, sont impliquées dans la floraison. De ce fait, elle possède une voie de signalisation dépendante de la photopériode qui, une fois activée, entraîne la transcription de la protéine Flowering Locus T (FT). Cette protéine sert de facteur de transcription pour les gènes de l’identité florale, permettant la conversion des méristèmes d’inflorescence en méristèmes floraux. L’expression génique erronée de FT induit une floraison précoce indépendamment des conditions environnementales ou endogènes, alors qu’une mutation de perte de fonction induit une floraison très tardive en jours longs. CONSTANS (CO) est le facteur de transcription activateur de FT, mais son expression dépend de la photopériode, ce qui explique l’expression de FT en jour long . Des analyses de puce à ADN ont démontré, à la suite de la comparaison des plantes de type sauvage et mutant co,  que seul le mutant présentait une perturbation de l’expression de FT, mettant en évidence que FT est bel et bien la cible directe de CO.  
L’oscillation du niveau de CO est régulée par l’interaction de plusieurs protéines tout au long de la journée. En LD, la protéine FLAVIN-BINDING, KELCH REPEAT, F-BOX (FKF1) permet de générer le pic diurne d’expression protéique de CO. D’une part, FKF1 inhibe un répresseur de la transcription de CO et de FT, soit le Cycling Dof Factor 1(CDF1) en l’envoyant au protéasome grâce à son domaine E3 ubiquitine ligase. Pour ce faire, il doit former un complexe avec Gigantea (GI), mais leur interaction dépend de la présence de lumière bleue, détectée par le domaine photorécepteur LOV de FKF1 . D’autre part, il agit comme stabilisateur de la protéine CO via ce même domaine quand il n’interagit plus avec GI. De plus, en fin de journée la perception de lumière rouge lointaine et bleue, respectivement par les photorécepteurs de l’horloge Phytochrome A (PhyA) et Cryptochrome (CRY), permet de stabiliser CO en empêchant sa protéolyse.  Effectivement, le complexe CONSTITUTIVE PHOTOMORPHOGENIC 1 (COP1) et SUPRESSOR OF PHYTOCHROME A (SPA1) induit la dégradation au protéasome de CO pendant la nuit, indépendamment de la période de l’année. D’autre part en matinée, la lumière rouge agit via le phytochrome B (PhyB) pour réprimer CO. À l’aube,  HOS1, une autre protéine exprimée toute l’année, déstabilise CO via son domaine E3 ubiquitine ligase.Différents mécanismes répresseurs agissent donc tout au long du jour et de la nuit au niveau transcriptionnel et post-traductionnel sur CO. En jour long, le pic d’expression en fin d’après-midi généré par l’interaction de GI et FKF1 permet l’activité de la protéine. En jour court, le complexe FKF1-GI n’est pas formé puisque les pics d’expression des protéines sont décalés, CDF1 peut donc empêcher la transcription de FT et de CO en se liant à leurs promoteurs . CO possède donc un patron d’expression oscillatoire régulé par l’alternance jour-nuit et restreint l’expression de FT à sa propre expression.   

##### Jours courts:Oryza sativa
L’induction de la floraison chez Oryza sativa requiert une durée du jour critique de 14h, soit 10h d’obscurité. Si la journée excède 14h, la plante présentera un phénotype de floraison tardive. Le mutant se5 est insensible à la photopériode et ne démontre pas de niveau détectable de phytochrome. Cette perte de sensibilité indique donc que chez le riz, les phytochromes sont les photorécepteurs responsables de la reconnaissance de la photopériode. L’analyse de loci de traits quantitatifs (QTL) dans des croisements de différentes variétés de riz a permis de déterminer certains gènes responsables du moment de la floraison. De plus, le séquençage du génome d’A. thaliana a permis de déterminer différents gènes orthologues du mécanisme de floraison chez O. sativa. 
- Le gène hd1 a été identifié comme l’orthologue de Constans [21] et ses niveaux de transcription sont régulés par la photopériode et les gènes de l’horloge[19].
- hd3a code l’orthologue de FT, ce qui signifie qu’il induit la floraison[22].
- ehd1 est un promoteur floral constitutif, mais son activité promotrice est plus élevée en jour court qu’en jours longs[23].
- lhd4 est un suppresseur floral, sa transcription est induite en jours longs et requiert une rétroaction des phytochromes. Les mutants Lhd4 permettent à Hd1 de servir de facteur de transcription à Hd3a et il y a donc une expression de l’ARNm en jours longs[23].

#### Compréhension supplémentaire sur la photopériode
Malgré l'importance accordée à la durée du jour, de nombreuses expériences supplémentaires indiquent que la durée de l’obscurité serait plutôt le paramètre critique dans le chronométrage photopériodique chez les plantes. En contexte expérimental, une pulsation lumineuse interrompt la nuit, démontrant que l'obscurité ininterrompue est importante pour permettre la floraison en SD . Tout d’abord, dans une plante SD, l'induction précoce de la floraison peut être inhibée par une pause nocturne de plusieurs minutes. Ensuite, un pic lumineux au milieu de la nuit a un plus grand effet inhibiteur qu’une impulsion lumineuse à un moment aléatoire. Les interruptions nocturnes répétées peuvent également favoriser une floraison hâtive chez les plantes LD qui sinon fleurissent tard sous de courtes photopériodes. Ainsi, il semblerait que ce soit le moment des transitions lumineuses (lever et coucher du soleil) plutôt que la durée de la lumière ou de l'obscurité en soi qui régule la floraison contrôlée par la photopériode.  

## Photopériodisme chez les animaux
Les variations annuelles saisonnières de la photopériode sont responsables de nombreux changements biologiques et/ou comportementaux chez les animaux. Conjointement aux changements de température, la photopériode provoque notamment l'entrée en hibernation de nombreuses espèces animales des régions tempérées et subpolaires. Elle modifie également, dans le monde entier, les comportements sexuels, de recherche de nourriture, les migrations, des variations morphologiques (couleur du pelage, taille des individus, etc.), etc.

### Début du rythme circadien et du photopériodisme
C’est initialement chez les cyanobactéries, premiers organismes vivants sur Terre, que nous avons pu observer les premiers signes des rythmes circadiens. On pourrait croire que ces rythmes, responsables du photopériodisme, ont évolué chez les cyanobactéries dans le but de protéger l’ADN contre les radiations UV. Avec l’évolution des espèces, on a pu voir apparaître l’évolution de cellules pacemaker qui ont pour but de suivre le temps selon les différents environnements afin de donner cette information au reste du corps. Chez les mammifères, ce pacemaker est localisé dans le noyau suprachiasmatique (NCS) de l’hypothalamus. Ce noyau fait partie des étapes permettant la sécrétion de la mélatonine par la glande pinéale.

### Des invertébrés aux vertébrés
Comme le phénomène de photopériodisme débutant initialement chez les cyanobactéries lors du début de la vie sur Terre, il s’est transmis avec le temps et l’évolution, passant des invertébrés comme les mollusques et les arthropodes vers les vertébrés comme les oiseaux et les mammifères. Les mécanismes contrôlant le photopériodisme chez les différents types d’espèces semblent avoir leurs propres particularités dans le but de réguler les cycles des saisons sur les différents comportements des animaux. Par exemple, chez les ectothermes la photopériode est d’abord affectée par la température. Puis, avec l’évolution, cette interaction permet la variation de cette photopériode selon la température dans un environnement, donc lors des changements de saisons. C’est pourquoi les organismes complexes, à l'instar de la plupart des espèces de mammifères, selon lesquels l’information périodique semble jouer un rôle très important sur les fonctions saisonnières,.
La mélatonine joue un rôle sur les effets photopériodiques de la sécrétion de prolactine, l’hibernation ainsi que de la thermorégulation chez les différentes espèces. En effet, la sécrétion ou non de la mélatonine produit un effet sur l’hibernation des animaux. Cette hormone est sécrétée pendant la nuit chez les animaux en euthermie, alors qu’elle n’est pas sécrétée chez les animaux en période d’hibernation. Selon une étude effectuée sur des hamsters de Turquie, il y a peu de preuve de synthèse et de sécrétion de mélatonine pendant la nuit chez les femelles en hibernation. De plus, il semble y avoir une relation inverse entre le cycle d’hibernation des animaux et le cycle de reproduction de ceux-ci. Une étude effectuée sur le hamster européen a montré que l’atrophie des gonades semble être nécessaire pour l’hibernation et que la photopériode affecte l’hibernation d’une façon différente qu’elle affecte le cycle de reproduction. Il est démontré que la testostérone et l’oestradiol inhibent la torpeur chez cette espèce, mais que la progestérone ne semble pas avoir un effet inhibiteur sur la torpeur. D’autres facteurs semblent avoir un effet sur l’hibernation des animaux comme la quantité de nourriture entreposée, qui influence le temps de la torpeur, ainsi que la température et la quantité de lumière.

### Photopériodisme et reproduction, applications en élevage
En l’absence d’information photopériodique, l’animal va exprimer un rythme endogène de reproduction. La saisonnalité de la reproduction aboutit à des naissances qui se déroulent en fin d’hiver et au printemps, ce qui permet d’avoir des conditions favorables au développement des rejetons. En prenant l’exemple des ovins, qui ont une reproduction saisonnière marquée par une alternance de repos sexuel, la brebis est en état d’anoestrus au printemps et en été, et donc en absence d’ovulation, et est en période d’activité sexuelle en automne et en hiver. Les mâles ont la même variation en produisant quatre fois plus de spermatozoïdes durant la période d’activité sexuelle. Les variations d’activité sexuelle sont dues à des changements dans la sécrétion des hormones LH et FSH (intervenant toutes deux dans l'axe gonadotrope), ainsi qu’à l’influence des saisons sur les épisodes de libération de LH. La sécrétion pulsatile de LH est plus faible durant la période de non-activité sexuelle que pendant la saison sexuelle pour les brebis stérilisées et les mâles castrés,,. De plus, une expérience d’alternance de jours courts et longs montre que les passages entre ceux-ci sont suivis d’une stimulation et d’une inhibition de l’activité de reproduction, avec un temps de latence pour chacun des cas. Pour une brebis soumise à des jours courts et longs, le déclenchement de l’activité ovulatoire et l’augmentation de la sécrétion LH se produit de 40 à 60 jours après le passage de jours longs/courts comparativement à 20 à 30 jours pour les passages de jours courts/longs. Le déclenchement de la saison sexuelle résulte également de l’action du raccourcissement des jours qui peut être perçu après le solstice d’été et l’arrêt d’activité sexuelle entre janvier et avril résulte par l’augmentation de la durée du jour après le solstice d’hiver,. De plus, des animaux qui ont été maintenus en jours courts ou longs de façon constante pendant plusieurs années montrent des alternances de repos et d’activité sexuelle, mais avec des périodes désynchronisées par rapport à la saison sexuelle normale. La période de ce cycle endogène varie entre 8 et 10 mois. De plus, lors des jours longs, où la sécrétion mélatonine est réduite, les chercheurs administraient de la mélatonine de manière continue ou en milieu de journée afin d’augmenter la durée de la présence de mélatonine. Cela cause une stimulation de l’activité sexuelle pour les brebis et les chèvres de la même façon que lors des jours courts,,. Alors, la mélatonine permet la modification de la sécrétion pulsatile par les neurones de LHRH, ce qui fait changer la fréquence de libération de la LH et l’activité des gonades. De plus, la dopamine montre une action inhibitrice sur la sécrétion de LH et la photopériode semble moduler son action. Également, la noradrénaline est un inhibiteur de la sécrétion de LH pendant la saison d’anoestrus. 
Les traitements lumineux, en pratique, sont utilisés en ferme et dans les centres d'insémination artificielle, chez les ovins et les caprins. Il s'agit d'espérer avoir une fertilité maximale à contre-saison ou de disposer de béliers et/ou de boucs en activité sexuelle permanente. En combinaison avec ces traitements lumineux, l’effet mâle à court terme – capable d’induire une synchronisation des ovulations chez la totalité des femelles en anœstrus au cours des 48 heures suivant la mise en contact avec les mâles – s’avère être une caractéristique aussi observée à l’état sauvage et utilisée par les éleveurs. Elle permet le regroupement des mise-bas, intéressant pour la production laitière et l’alimentation des brebis, et des naissances qui permet la constitution de lots homogènes de jeunes, sur une courte durée. Cet effet mâle est aussi efficace sur d’autres mâles - en mettant en contact des mâles sexuellement actifs avec des mâles inactifs - pour réaliser un effet mâle classique chez les brebis et les chèvres. Il existe aussi un effet mâle à long terme pour lequel le démarrage d’une activité sexuelle mâle, induite par des traitements lumineux préalables, entraîne progressivement l’activité sexuelle des femelles alors inactives sexuellement, en pleine saison d’inactivité sexuelle.
La reproduction saisonnière pour plusieurs oiseaux et mammifères habitant dans les régions tempérées est régulée par les changements annuels dans la durée des jours. Les chercheurs ont étudié les cailles du Japon mâles ayant un photocycle naturel. Les premiers signes de reproduction ont été notés en mars lorsque la longueur du jour est de 12,3 heures et que les niveaux de LH plasmatique sont augmentés en comparaison au mois de février, et ils durent au maximum jusqu’au 2 juillet. La glande cloacale dépendante à l’androgène apparaît 2 semaines après l’augmentation de LH. Après le 2 juillet, la LH diminue énormément jusqu’en août et a une durée de jour de 15,7 heures. Aussi, la glande cloacale a diminué pendant ce temps jusqu’à atteindre une taille minimale lorsque la photopériode est de 13,9 heures. Ces données indiquent donc que la longueur du jour initie la reproduction au printemps et elle n’est pas maintenue en automne. Les mâles castrés ont obtenu des résultats environ similaires aux mâles entiers. Donc, la saison de reproduction des cailles du Japon en captivité est semblable aux oiseaux des zones tempérées. Une augmentation des signes de reproduction est présente lorsque la longueur du jour augmente à 12,3 heures en mars et lorsque les premiers signes de diminution de la reproduction commencent en août avec une durée du jour diminuée se situant autour de 15 heures. À la fin de l’été, le taux de LH commence à diminuer jusqu’à devenir très bas après 6 à 10 semaines. La LH n’arrête donc pas d’être stimulante instantanément, mais il semble que les longueurs du jour deviennent progressivement moins photostimulatrices à la fin de l’été, ce qui permet aux hormones de diminuer lentement.
Chez les animaux comme le hamster, la photopériode critique est de 12,5 heures de lumière par jour. La lumière quotidienne d’une durée inférieure à 12,5 heures, soit une journée courte, cause une régression de leurs organes reproducteurs ainsi qu’une recrudescence lors des journées longues. De plus, une spermatogenèse est complètement supprimée chez les mâles et un arrêt de l’ovulation, du cycle œstral ainsi qu’une régression de l’utérus sont présents chez les femelles,,,. Au niveau des hormones, les mâles ont une diminution du taux de testostérone, de LH, de FSH et de prolactine,. Pour les femelles, il y a une diminution  de la concentration de FSH, de LH et de prolactine,. Lors d’une pinéalectomie chez un hamster, c’est-à-dire l’ablation de la glande pinéale, il n’y aura aucun changement lors d'une longue photopériode et il n’y aura aucune atrophie gonadique induite par la courte photopériode. De plus, la glande pinéale est impliquée dans la régulation photopériodique du cycle sexuel, étant apparemment impliqué dans le maintien des gonades par une exposition à une photopériode longue.
Pour les poissons, il semble que la photopériode soit un élément régulateur de la maturation sexuelle et la température semble jouer un rôle dans le déclenchement de la ponte. Les chercheurs ont montré qu’en maintenant une condition constante, soit une température de 15 degrés Celsius et une durée de lumière de 4 heures, il était possible d’avoir des pontes toute l’année.  
Donc, le rôle de la photopériode est de synchroniser ce rythme endogène de reproduction avec une période égale à un an, dans des conditions naturelles.

### Effet du photopériodisme sur les différents rythmes
Bien que la reproduction soit très souvent associée au photopériodisme chez les mammifères, ce n’est pas le cas chez toutes les espèces et le photopériodisme peut avoir un effet sur différents comportements ou sur différentes caractéristiques,. Par exemple, il a été découvert que la croissance du pelage d’hiver chez le Campagnol des Prairies est influencée par la photopériode. Elle influence également l’activité de recherche de nourriture chez les rats et les souris nocturnes, qui sortent chercher de la nourriture selon un horaire particulier. Une autre étude a démontré que la photopériode et son hormone de contrôle, la mélatonine, ont un effet sur la résistance au froid et la thermorégulation de la caille du Japon durant l’hiver, en plus d’avoir un effet sur sa réponse immunitaire. Chez certains insectes, la photopériode fait partie des facteurs qui causent la migration et/ou la diapause lors des changements de saisons. Également, la migration saisonnière des oiseaux, qui est bien connue, est induite par différents facteurs dont le photopériodisme, qui augmente la quantité d’hormones sexuelles dans leur sang. En effet, une étude sur un oiseau migrateur, la fauvette des jardins, a démontré qu’en les exposant à une photopériode plus longue, c’est-à-dire qu’il y a de la lumière plus longtemps durant la journée, ils se préparaient à la migration plus tôt que d’habitude. Comme ces oiseaux migrent loin et ont leur saison de reproduction au printemps, dès que la journée commence à être plus longue ils doivent se préparer pour arriver à temps. Également, il a été découvert que l’allongement de la photopériode a un effet sur le chant de certains oiseaux. En effet, l’allongement de la photopériode coïncide avec le début de la saison de reproduction et l’augmentation des hormones sexuelles causent un changement dans le volume du chant de ceux-ci.

### Changements causés par l’humain
L’humain est la cause de certains dérèglements qui affectent la photopériode des animaux, donc qui affectent leurs comportements. Le premier dérèglement se trouve à être la pollution lumineuse causée principalement par les lampadaires dans les rues, les lumières de maison et les panneaux publicitaires illuminés. Cette pollution lumineuse affecte particulièrement les animaux nocturnes, comme le rat épineux, qui a changé ses habitudes d’alimentation pour éviter la prédation élevée due à la lumière artificielle. La lumière artificielle affecte même les insectes en changeant la composition des communautés d’invertébrés qui se trouvent dans des endroits urbains. Le changement climatique affecte aussi beaucoup la photopériode des animaux puisqu’avec le réchauffement climatique, l’arrivée du printemps et le changement dans la longueur des journées se font plus tôt, donc certains comportements, dont la reproduction, sont débalancés,.